# Divisiones Regionales de la Región de Murcia 1982-83
Las divisiones regionales de fútbol son las categorías de competición futbolística de más bajo nivel en España, en las que participan deportistas aficionados, no profesionales. En la Región de Murcia y en la provincia de Albacete su administración corre a cargo de las Real Federación de Fútbol de la Región de Murcia, incluyendo también clubes del sur de la provincia de Alicante. Inmediatamente por encima de estas categorías estaba la Tercera División española.
En la temporada 1982-1983 las divisiones regionales se dividen en Regional Preferente, Primera Regional y Segunda Regional.
Los primeros clasificados de Regional Preferente ascienden al grupo XIII de Tercera División.

## Regional Preferente

### Clasificación
|  |     | Equipos de fútbol        | PJ | G  | E  | P  | GF | GC | Dif | Pts |
|  | --- | ------------------------ | -- | -- | -- | -- | -- | -- | --- | --- |
|  | 1.  | Torreagüera CF           | 32 | 22 | 6  | 4  | 60 | 24 | +36 | 50  |
|  | 2.  | Alcantarilla CF          | 32 | 18 | 10 | 4  | 51 | 27 | +24 | 46  |
|  | 3.  | Atlético Albacete        | 32 | 18 | 8  | 6  | 58 | 29 | +29 | 44  |
|  | 4.  | Cehegín CF               | 32 | 19 | 4  | 9  | 66 | 32 | +34 | 42  |
|  | 5.  | Bigastro CF              | 32 | 17 | 6  | 9  | 48 | 33 | +15 | 40  |
|  | 6.  | CD Hellín                | 32 | 11 | 14 | 7  | 48 | 32 | +16 | 36  |
|  | 7.  | CF Santomera             | 32 | 12 | 11 | 9  | 42 | 25 | +17 | 35  |
|  | 8.  | CD Naval                 | 32 | 11 | 9  | 12 | 37 | 42 | -5  | 31  |
|  | 9.  | Callosa Deportiva CF     | 32 | 12 | 6  | 14 | 48 | 46 | +2  | 30  |
|  | 10. | CD La Roda               | 32 | 10 | 8  | 14 | 37 | 57 | -20 | 28  |
|  | 11. | CD Bala Azul             | 32 | 8  | 10 | 14 | 40 | 54 | -14 | 26  |
|  | 12. | Abarán CF                | 32 | 8  | 10 | 14 | 32 | 44 | -12 | 26  |
|  | 13. | Madrigueras UD           | 32 | 9  | 8  | 15 | 34 | 55 | -22 | 26  |
|  | 14. | CD Beniel                | 32 | 6  | 13 | 13 | 30 | 45 | -15 | 25  |
|  | 15. | CD Almoradí              | 32 | 5  | 13 | 14 | 25 | 43 | -18 | 23  |
|  | 16. | Club Deportiva Minera    | 32 | 8  | 4  | 20 | 38 | 76 | -38 | 20  |
|  | 17. | UD La Copa               | 32 | 4  | 8  | 20 | 38 | 67 | -29 | 16  |
|  | 18. | Archena CF               | 0  | 0  | 0  | 0  | 0  | 0  | 0   | 0   |
|  | 19. | CF Santiago de la Ribera | 0  | 0  | 0  | 0  | 0  | 0  | 0   | 0   |
|  | 20. | CD Lumbreras             | 0  | 0  | 0  | 0  | 0  | 0  | 0   | 0   |

Pts = Puntos; PJ = Partidos Jugados; G = Partidos Ganados; E = Partidos Empatados; P = Partidos Perdidos; GF = Goles Anotados; GC = Goles Recibidos
|  | Asciende a Tercera División  |
|  | Desciende a Primera Regional |

### Fase por la Permanencia
| Ida; 12 de junio de 1983 | CD Almoradí | 3:0 | Atlético Tarazona |  |  |

| Ida; 19 de junio de 1983 | Atlético Tarazona | 0:0 | CD Almoradí |  |  |

| Ida; 12 de junio de 1983 | Deportiva Minera | 2:2 | CD Bullense |  |  |

| Ida; 19 de junio de 1983 | CD Bullense | 2:1 | Deportiva Minera |  |  |

| Asciende a Regional Preferente CD Bullense    |
| Desciende a Primera Regional Deportiva Minera |

| Ida; 12 de junio de 1983 | UD La Copa | 1:1 | CD Cox |  |  |

| Ida; 19 de junio de 1983 | CD Cox | 0:2 | UD La Copa |  |  |

## Primera Regional

### Clasificación Grupo 1
|  |     | Equipos de fútbol  | PJ | G  | E  | P  | GF | GC  | Dif | Pts |
|  | --- | ------------------ | -- | -- | -- | -- | -- | --- | --- | --- |
|  | 1.  | Calasparra CF      | 34 | 22 | 6  | 6  | 89 | 29  | +70 | 50  |
|  | 2.  | CD Bullense        | 33 | 22 | 4  | 7  | 89 | 41  | +48 | 48  |
|  | 3.  | Sangonera Atlético | 34 | 19 | 8  | 7  | 70 | 35  | +35 | 46  |
|  | 4.  | CD Ceutí           | 34 | 16 | 13 | 5  | 63 | 41  | +22 | 45  |
|  | 5.  | CF Javalí Nuevo    | 33 | 15 | 10 | 8  | 48 | 40  | +8  | 40  |
|  | 6.  | Alguazas CF        | 34 | 15 | 9  | 10 | 65 | 48  | +17 | 39  |
|  | 7.  | CD Pliego          | 34 | 16 | 5  | 13 | 63 | 52  | +11 | 37  |
|  | 8.  | Moratalla CF       | 34 | 17 | 3  | 14 | 56 | 57  | -1  | 35  |
|  | 9.  | Atlético Lorquino  | 34 | 12 | 10 | 12 | 64 | 61  | +3  | 34  |
|  | 10. | Guadalupe CF       | 34 | 13 | 7  | 14 | 56 | 57  | -1  | 33  |
|  | 11. | Espinardo CF       | 34 | 13 | 7  | 14 | 49 | 57  | -8  | 33  |
|  | 12. | El Palmar CF       | 34 | 11 | 8  | 15 | 39 | 49  | -10 | 30  |
|  | 13. | Cotillas CF        | 34 | 8  | 13 | 13 | 39 | 54  | -15 | 27  |
|  | 14. | CD Alberca         | 34 | 11 | 5  | 18 | 46 | 80  | -34 | 27  |
|  | 15. | Alquerías CF       | 34 | 8  | 9  | 15 | 36 | 54  | -18 | 27  |
|  | 16. | CD Levante         | 34 | 9  | 6  | 19 | 53 | 61  | -8  | 24  |
|  | 17. | UD Blanca          | 34 | 3  | 8  | 23 | 38 | 99  | -61 | 14  |
|  | 18. | Lorquí CF          | 32 | 5  | 5  | 22 | 27 | 100 | -73 | 13  |

Pts = Puntos; PJ = Partidos Jugados; G = Partidos Ganados; E = Partidos Empatados; P = Partidos Perdidos; GF = Goles Anotados; GC = Goles Recibidos
|  | Asciende a Regional Preferente |

### Clasificación Grupo 2
|  |     | Equipos de fútbol     | PJ | G  | E  | P  | GF  | GC | Dif | Pts |
|  | --- | --------------------- | -- | -- | -- | -- | --- | -- | --- | --- |
|  | 1.  | CD Dolores            | 30 | 24 | 5  | 1  | 103 | 18 | +85 | 53  |
|  | 2.  | CD Cox                | 30 | 24 | 2  | 4  | 80  | 27 | +53 | 50  |
|  | 3.  | Fuente Álamo CF       | 30 | 20 | 4  | 6  | 64  | 31 | +33 | 44  |
|  | 4.  | Redován CF            | 30 | 17 | 6  | 7  | 56  | 36 | +20 | 40  |
|  | 5.  | Balsapintada CF       | 30 | 14 | 5  | 11 | 56  | 51 | +5  | 33  |
|  | 6.  | Santa Pola CF         | 30 | 11 | 10 | 9  | 41  | 37 | +4  | 32  |
|  | 7.  | CD Zeneta             | 30 | 14 | 6  | 10 | 49  | 50 | -1  | 32  |
|  | 8.  | Olímpico Vista Alegre | 30 | 10 | 10 | 10 | 49  | 45 | +4  | 30  |
|  | 9.  | CD Altet              | 30 | 8  | 10 | 12 | 39  | 40 | -1  | 26  |
|  | 10. | Pinoso CF             | 30 | 7  | 10 | 13 | 31  | 48 | -17 | 24  |
|  | 11. | Atlético Orihuela     | 30 | 8  | 7  | 15 | 35  | 43 | -8  | 23  |
|  | 12. | Abanilla Deportiva    | 30 | 8  | 6  | 16 | 21  | 68 | -47 | 22  |
|  | 13. | Kelme CF              | 30 | 6  | 8  | 16 | 29  | 50 | -21 | 20  |
|  | 14. | CD Tháder             | 30 | 7  | 4  | 19 | 41  | 74 | -33 | 18  |
|  | 15. | La Murada             | 30 | 5  | 8  | 17 | 30  | 62 | -32 | 18  |
|  | 16. | CD Algar              | 30 | 2  | 9  | 19 | 27  | 71 | -44 | 13  |
|  | 17. | CD Roldán             | 0  | 0  | 0  | 0  | 0   | 0  | 0   | 0   |
|  | 18. | Mahoya Atlético CF    | 0  | 0  | 0  | 0  | 0   | 0  | 0   | 0   |

Pts = Puntos; PJ = Partidos Jugados; G = Partidos Ganados; E = Partidos Empatados; P = Partidos Perdidos; GF = Goles Anotados; GC = Goles Recibidos
|  | Asciende a Regional Preferente |

### Clasificación Grupo 3
|  |     | Equipos de fútbol         | PJ | G  | E  | P  | GF | GC  | Dif | Pts |
|  | --- | ------------------------- | -- | -- | -- | -- | -- | --- | --- | --- |
|  | 1.  | Sporting La Gineta CF     | 34 | 26 | 2  | 6  | 92 | 32  | +60 | 54  |
|  | 2.  | Atlético Tarazona         | 34 | 23 | 2  | 9  | 76 | 36  | +40 | 48  |
|  | 3.  | SD Caudete                | 34 | 21 | 4  | 9  | 77 | 41  | +36 | 46  |
|  | 4.  | CF Barrax                 | 34 | 17 | 10 | 7  | 71 | 43  | +28 | 44  |
|  | 5.  | Atlético Fuenteálamo      | 34 | 19 | 5  | 10 | 61 | 38  | +23 | 43  |
|  | 6.  | CP Imperial de Bonete     | 34 | 15 | 11 | 8  | 51 | 32  | +19 | 41  |
|  | 7.  | CD Hispania de Yecla      | 34 | 18 | 4  | 12 | 66 | 40  | +26 | 40  |
|  | 8.  | Juventud de Hellín        | 34 | 16 | 4  | 14 | 80 | 54  | +26 | 36  |
|  | 9.  | SD Tobarra                | 34 | 13 | 8  | 13 | 48 | 43  | +5  | 34  |
|  | 10. | Jumilla Atlético          | 34 | 16 | 2  | 16 | 65 | 57  | +8  | 34  |
|  | 11. | CP Villarrobledo Promesas | 34 | 13 | 8  | 13 | 62 | 53  | +9  | 34  |
|  | 12. | CP Cultural Valdeganga    | 34 | 12 | 7  | 15 | 54 | 69  | -15 | 31  |
|  | 13. | CD Benitense              | 34 | 12 | 4  | 18 | 45 | 65  | -20 | 28  |
|  | 14. | CD Alto Júcar             | 34 | 10 | 7  | 17 | 44 | 71  | -27 | 27  |
|  | 15. | CF Rayo Pozohondo         | 34 | 10 | 5  | 19 | 40 | 81  | -41 | 25  |
|  | 16. | CP Pozo Cañada            | 34 | 9  | 4  | 21 | 49 | 81  | -32 | 16  |
|  | 17. | CP Balazote               | 34 | 3  | 7  | 24 | 36 | 92  | -56 | 13  |
|  | 17. | Santa Cruz                | 34 | 3  | 6  | 25 | 30 | 119 | -89 | 10  |

Pts = Puntos; PJ = Partidos Jugados; G = Partidos Ganados; E = Partidos Empatados; P = Partidos Perdidos; GF = Goles Anotados; GC = Goles Recibidos
|  | Asciende a Regional Preferente |

## Segunda Regional

### Clasificación Grupo 1
|  |     | Equipos de fútbol           | PJ | G  | E | P  | GF  | GC | Dif | Pts |
|  | --- | --------------------------- | -- | -- | - | -- | --- | -- | --- | --- |
|  | 1.  | Atlético Elche de la Sierra | 29 | 25 | 1 | 3  | 113 | 24 | +79 | 51  |
|  | 2.  | CF Chinchilla               | 29 | 19 | 4 | 6  | 87  | 40 | +47 | 42  |
|  | 3.  | UD Villamalea               | 28 | 19 | 4 | 5  | 68  | 40 | +28 | 42  |
|  | 4.  | El Herrumblar CF            | 29 | 15 | 6 | 8  | 69  | 48 | +21 | 36  |
|  | 5.  | Munera CF                   | 29 | 14 | 7 | 8  | 69  | 48 | +21 | 35  |
|  | 6.  | Aguas Nuevas CF             | 29 | 13 | 6 | 10 | 76  | 55 | +21 | 32  |
|  | 7.  | CF Minaya                   | 29 | 15 | 4 | 10 | 44  | 43 | +1  | 32  |
|  | 8.  | Atlético Mahora             | 28 | 15 | 1 | 12 | 58  | 54 | +4  | 31  |
|  | 9.  | Montealegre CF              | 29 | 13 | 3 | 13 | 60  | 59 | +1  | 29  |
|  | 10. | Sisanteña                   | 29 | 13 | 5 | 11 | 51  | 59 | -8  | 29  |
|  | 11. | San Pedro                   | 29 | 7  | 7 | 15 | 41  | 65 | -24 | 21  |
|  | 12. | UD Casas de Juan Núñez      | 29 | 7  | 6 | 16 | 45  | 78 | -33 | 20  |
|  | 13. | Atlético Higueruela         | 30 | 7  | 6 | 17 | 53  | 72 | -19 | 18  |
|  | 14. | CF Albatana                 | 29 | 7  | 2 | 20 | 42  | 76 | -34 | 16  |
|  | 15. | Atlético Madridgueras       | 29 | 4  | 6 | 19 | 31  | 77 | -46 | 14  |
|  | 16. | CP El Bonillo>              | 28 | 2  | 4 | 22 | 25  | 94 | -69 | 8   |
|  | 17. | Fuentealbilla               | 0  | 0  | 0 | 0  | 0   | 0  | 0   | 0   |

Pts = Puntos; PJ = Partidos Jugados; G = Partidos Ganados; E = Partidos Empatados; P = Partidos Perdidos; GF = Goles Anotados; GC = Goles Recibidos
|  | Asciende a Primera Regional |

### Clasificación Grupo 2
|  |     | Equipos de fútbol    | PJ | G  | E | P  | GF | GC | Dif | Pts |
|  | --- | -------------------- | -- | -- | - | -- | -- | -- | --- | --- |
|  | 1.  | San José             | 22 | 15 | 3 | 4  | 57 | 34 | +23 | 33  |
|  | 2.  | Barinas CF           | 22 | 14 | 4 | 4  | 71 | 16 | +55 | 32  |
|  | 3.  | Matanza              | 22 | 14 | 4 | 4  | 59 | 23 | +36 | 32  |
|  | 4.  | Recreativo Patiño    | 22 | 14 | 3 | 5  | 69 | 33 | +36 | 31  |
|  | 5.  | Los Ramos CF         | 22 | 12 | 6 | 4  | 54 | 25 | +29 | 30  |
|  | 6.  | CD Corvera           | 22 | 12 | 3 | 7  | 44 | 34 | +10 | 27  |
|  | 7.  | Churra               | 22 | 9  | 4 | 9  | 42 | 40 | +2  | 22  |
|  | 8.  | Huracán CF           | 22 | 9  | 3 | 10 | 37 | 38 | -1  | 21  |
|  | 9.  | Santa Cruz           | 22 | 6  | 5 | 11 | 27 | 56 | -29 | 17  |
|  | 10. | CD El Raal           | 22 | 3  | 3 | 16 | 16 | 47 | -31 | 9   |
|  | 11. | El Raal              | 22 | 2  | 2 | 18 | 19 | 89 | -70 | 6   |
|  | 12. | CD Plus Ultra        | 22 | 1  | 2 | 19 | 19 | 79 | -60 | 4   |
|  | 13. | Torreagüera Atlético | 0  | 0  | 0 | 0  | 0  | 0  | 0   | 0   |

Pts = Puntos; PJ = Partidos Jugados; G = Partidos Ganados; E = Partidos Empatados; P = Partidos Perdidos; GF = Goles Anotados; GC = Goles Recibidos
|  | Asciende a Primera Regional |

### Clasificación Grupo 3
|  |     | Equipos de fútbol | PJ | G  | E | P  | GF | GC | Dif | Pts |
|  | --- | ----------------- | -- | -- | - | -- | -- | -- | --- | --- |
|  | 1.  | UD Alhameña       | 24 | 17 | 5 | 2  | 67 | 23 | +44 | 39  |
|  | 2.  | Yéchar            | 24 | 16 | 4 | 4  | 44 | 25 | +19 | 36  |
|  | 3.  | CF Albudeite      | 24 | 15 | 5 | 4  | 56 | 27 | +29 | 35  |
|  | 4.  | Muleño Promesas   | 24 | 12 | 7 | 5  | 49 | 30 | +19 | 31  |
|  | 5.  | La Paca           | 24 | 11 | 5 | 8  | 39 | 43 | -4  | 27  |
|  | 6.  | La Hoya           | 24 | 11 | 3 | 10 | 52 | 33 | +19 | 23  |
|  | 7.  | Bullas CF         | 24 | 7  | 8 | 9  | 42 | 43 | -1  | 22  |
|  | 8.  | Campos del Río CD | 24 | 7  | 7 | 0  | 31 | 33 | -2  | 21  |
|  | 9.  | UD Calasparra     | 24 | 7  | 4 | 13 | 31 | 61 | -30 | 18  |
|  | 10. | UD Archenera      | 24 | 5  | 5 | 14 | 40 | 54 | -14 | 15  |
|  | 11. | CD Barqueros      | 24 | 4  | 7 | 13 | 29 | 50 | -21 | 15  |
|  | 12. | La Parroquia      | 24 | 6  | 2 | 16 | 38 | 64 | -26 | 14  |
|  | 13. | Alguazas Promesas | 24 | 5  | 4 | 15 | 24 | 56 | -32 | 14  |

Pts = Puntos; PJ = Partidos Jugados; G = Partidos Ganados; E = Partidos Empatados; P = Partidos Perdidos; GF = Goles Anotados; GC = Goles Recibidos
|  | Asciende a Primera Regional |

### Clasificación Grupo 4
|  |     | Equipos de fútbol   | PJ | G  | E  | P  | GF | GC | Dif | Pts |
|  | --- | ------------------- | -- | -- | -- | -- | -- | -- | --- | --- |
|  | 1.  | La Unión Athlétic   | 26 | 20 | 0  | 6  | 62 | 16 | +46 | 40  |
|  | 2.  | La Tercia           | 26 | 14 | 10 | 2  | 61 | 26 | +35 | 38  |
|  | 3.  | CD Juvenia          | 26 | 15 | 7  | 4  | 43 | 20 | +23 | 37  |
|  | 4.  | Sucina CF           | 26 | 15 | 4  | 7  | 40 | 29 | +11 | 34  |
|  | 5.  | AD Mar Menor        | 26 | 11 | 7  | 8  | 55 | 43 | +12 | 29  |
|  | 6.  | UD Cañada Gallego   | 26 | 11 | 7  | 8  | 43 | 37 | +6  | 29  |
|  | 7.  | Los Alcázares CF    | 26 | 11 | 8  | 7  | 49 | 38 | +11 | 28  |
|  | 8.  | Ferroldán           | 26 | 11 | 6  | 9  | 54 | 30 | +24 | 28  |
|  | 9.  | Lo Monte            | 26 | 11 | 6  | 9  | 46 | 45 | +1  | 26  |
|  | 10. | CD Cuevas de Reyllo | 26 | 10 | 2  | 14 | 46 | 61 | -15 | 22  |
|  | 11. | Lobosillo           | 26 | 6  | 7  | 13 | 31 | 61 | -30 | 19  |
|  | 12. | AD Las Palas        | 26 | 4  | 5  | 17 | 30 | 54 | -24 | 13  |
|  | 13. | CD Balsicas         | 26 | 3  | 3  | 20 | 31 | 76 | -45 | 9   |
|  | 14. | CF Avileses         | 26 | 3  | 2  | 21 | 17 | 74 | -57 | 8   |

Pts = Puntos; PJ = Partidos Jugados; G = Partidos Ganados; E = Partidos Empatados; P = Partidos Perdidos; GF = Goles Anotados; GC = Goles Recibidos
|  | Asciende a Primera Regional |

### Clasificación Grupo 5
|  |     | Equipos de fútbol        | PJ | G  | E | P  | GF | GC | Dif | Pts |
|  | --- | ------------------------ | -- | -- | - | -- | -- | -- | --- | --- |
|  | 1.  | Rafal                    | 22 | 15 | 5 | 2  | 57 | 21 | +36 | 35  |
|  | 2.  | CD Albaterense           | 22 | 15 | 5 | 2  | 49 | 18 | +31 | 35  |
|  | 3.  | UD Benejúzar             | 22 | 13 | 4 | 5  | 35 | 18 | +17 | 30  |
|  | 4.  | Algueña                  | 22 | 12 | 3 | 7  | 46 | 32 | +14 | 27  |
|  | 5.  | CD Montesinos            | 22 | 11 | 5 | 6  | 43 | 27 | +16 | 27  |
|  | 6.  | La Murada Promesas       | 22 | 10 | 5 | 7  | 36 | 26 | +10 | 25  |
|  | 7.  | Molins                   | 22 | 10 | 2 | 10 | 57 | 64 | -7  | 22  |
|  | 8.  | Jacarilla                | 22 | 8  | 5 | 9  | 33 | 44 | -11 | 21  |
|  | 9.  | Benijófar                | 22 | 7  | 3 | 12 | 42 | 39 | +3  | 17  |
|  | 10. | Almoradí Promesas        | 22 | 3  | 4 | 15 | 23 | 47 | -24 | 10  |
|  | 11. | Campaneta CF             | 22 | 3  | 3 | 16 | 20 | 67 | -47 | 9   |
|  | 12. | Marinense CF             | 22 | 3  | 0 | 19 | 24 | 85 | -61 | 6   |
|  | 13. | CRD Hondón de las Nieves | 0  | 0  | 0 | 0  | 0  | 0  | 0   | 0   |

Pts = Puntos; PJ = Partidos Jugados; G = Partidos Ganados; E = Partidos Empatados; P = Partidos Perdidos; GF = Goles Anotados; GC = Goles Recibidos
|  | Asciende a Primera Regional |